# Headlines (Alcazar)
Headlines è un singolo del gruppo musicale eurodance svedese Alcazar, pubblicato il 3 marzo 2010 dall'etichetta discografica Universal.
La canzone che ha dato il titolo al singolo è stata scritta da Peter Boström e Tony Nilsson e ha riscosso un discreto successo in Svezia, raggiungendo la decima posizione della classifica dei singoli locale. Con questo brano il gruppo ha anche tentato di partecipare all'edizione 2010 del Melodifestivalen.

## Tracce
1. Headlines (Radio Edit) - 3:03
2. Headlines (Karaoke Version) - 2:59

## Classifiche
| Classifica (2010) | Posizione raggiunta |
| ----------------- | ------------------- |
| Svezia            | 10                  |